# Metaconchoecia alta
Metaconchoecia alta är en kräftdjursart som beskrevs av V. G. Chavtur 2003. Metaconchoecia alta ingår i släktet Metaconchoecia och familjen Halocyprididae. Inga underarter finns listade i Catalogue of Life.